# Шкварцев, Александр Алексеевич
Александр Алексеевич Шкварцев (22 октября 1900, Рыбинск — 31 марта 1970, Москва) — советский учёный-текстильщик, кандидат технических наук (1930), доцент Московского текстильного института, дипломат. С 1 сентября 1939 по 26 ноября 1940 года полномочный представитель СССР в Германии.

## Биография
Родился 22 октября 1900 года в Рыбинске.
В 1930 году защитил диссертацию на соискание учёной степени кандидата технических наук на тему «Использование угаров в английском прядении в смеси с хлопком». В 1930-х годах работал доцентом Московского текстильного института. Был секретарём парторганизации института. Имел воинское звание батальонного комиссара.
В августе—сентябре 1939 года находился в резерве народного комиссариата иностранных дел СССР.
В 1939—1940 годах — полпред СССР в Германии. Затем снова в Московском текстильном институте.
Умер 31 марта 1970 года.

## Полпред СССР в Германии
В середине апреля 1939 года полпред СССР в Германии Алексей Мерекалов был вызван в Москву на совещание и в Берлин не вернулся. Несколько месяцев миссию возглавлял поверенный в делах Георгий Астахов. В августе 1939 года на советско-германских переговорах немецкая сторона заявила, что отсутствие советского посла в Берлине не отвечает духу новых советско-германских отношений. В результате в Москве была срочно подобрана кандидатура нового полпреда. Александр Шкварцев был личностью интересной, представительной, но для дипломатической работы не совсем подходящей. По воспоминаниям Валентина Бережкова, Шкварцев работал в Текстильном институте и пришёл в Наркоминдел по путёвке райкома партии. Это назначение свидетельствовало о том, что после чистки в рядах советских дипломатов не осталось сколько-нибудь квалифицированных специалистов.
19 августа 1939 года Шкварцев был вызван на приём к Сталину. По всей видимости, это объясняется тем, что в ночь с 19 на 20 августа в Берлине было подписано советско-германское кредитное соглашение, наметившее серьёзный поворот в отношениях между двумя странами.
Дипломат Владимир Семёнов в своих дневниках писал:

Мне рассказывали, что после советско-германского договора искали фигуру посла в Берлин. Было два кандидата: Бородулина — директора Текстильного института и Шкварцева — секретаря парткома там же. Сталин попросил В. М. [Вячеслава Молотова] познакомить его с этими лицами. Он поставил один вопрос: «Какой сейчас самый невралгический пункт в политике». Шкварцев ответил, не задумываясь: «Литва». — «Так что же мы думаем: вот он и есть посол, а Бородулин — торгпред». К сожалению, это был случай, когда глупые люди изрекают умные вещи. Шкварцев завалился очень скоро, а Бородулин был до войны неплохим торгпредом.
1 сентября 1939 года перед отъездом в Берлин Шкварцева вместе с военным атташе М. А. Пуркаевым, советником полпредства А. З. Кобуловым и первым секретарём В. Н. Павловым принял Сталин. 3 сентября 1939 года в Берлине состоялось вручение верительных грамот. На церемонии Шкварцев и Гитлер заверили друг друга от имени своих стран, что выполнят свои обязательства по договору о ненападении. 6 сентября в газете «Правда» было опубликовано следующее сообщение ТАСС:

Германские газеты помещают на видном месте официальное сообщение, в котором говорится, что вчера Гитлер в присутствии Риббентропа принял нового советского полпреда СССР в Берлине т. Шкварцева, а также военного атташе СССР т. Пуркаева. После вручения верительных грамот между Гитлером и советским полпредом состоялась продолжительная беседа.
В последующие недели Шкварцев ещё трижды побывал на приёме у Сталина. Он принимал участие в подготовке Договора о дружбе и границе между СССР и Германией от 28 сентября 1939 года, Хозяйственного соглашения между СССР и Германией от 11 февраля 1940 года, а также в подготовке и проведении визита Вячеслава Молотова в Берлин 12—14 ноября 1940 года.
В своих заметках переводчик и дипломат Владимир Павлов дал следующую характеристику деловых качеств полпреда:

Вскоре также обнаружилось, что Шкварцев не умеет формулировать свои мысли на бумаге. У меня появилась ещё одна обязанность — вести его дневник, то есть записывать его беседы с иностранными дипломатами. Всё это было бы полбеды. Хуже было то, что он не имел ни малейшего представления о том, как следует вести разговор с иностранцами. Порой он говорил им всякие глупости.
Через год после назначения Шкварцев был освобождён от обязанностей полпреда как не справившийся с работой и возвращён в Текстильный институт. В своих воспоминаниях Валентин Бережков так описал обстоятельства увольнения Шкварцева:

Когда в ноябре 1940 года Молотов прибыл в Берлин на переговоры с Гитлером, он прежде всего вызвал Шкварцева, чтобы ознакомиться с политической ситуацией. Но его доклад оказался настолько беспомощным, что нарком после десятиминутного разговора предложил ему упаковать чемоданы и возвращаться домой.
Много лет спустя Молотов в беседе с Ф. И. Чуевым так прокомментировал свой кадровый просчёт:

После того как я приезжал в ноябре 1940 года в Берлин, я заменил посла в Германии. Он был не на месте. Это тоже было моё назначение. Я же назначил, но неудачно. Я только ещё осваивался с делами, а всех надо было менять, старых, и, конечно, были допущены некоторые ошибки. Он был неплохой товарищ, но очень слабый, неудачный. Фамилия? Вроде Шварков. Шкварцев. Он был преподавателем, немножко знал немецкий язык. Несколько месяцев поработал.
На посту полпреда Шкварцева сменил Владимир Деканозов, посланный в Берлин прежде всего в качестве разведчика, а не дипломата.